# Коковихин, Николай Алексеевич
Николай Алексеевич Коковихин (22 марта 1936, д. Сезенево, Зуевский район, Кировская область, РСФСР — 24 октября 2012, Конаково, Тверская область, Россия) — советский и российский художник-керамист, главный художник Конаковского фаянсового завода (1976—1979 и 1983—1996), народный художник Российской Федерации (1998).

## Биография
В 1960 году окончил отделение керамики и стекла в Ленинградском высшем художественно-промышленном училище имени В. И. Мухиной. Работал художником на стекольном заводе «Красный Май», на фарфоровом заводе в Ташкенте. В 1961 году — художник; в 1976—1979 и 1983—1996 годах — главный художник Конаковского фаянсового завода.
Член Союза художников с 1964 года. Член правления Союза художников СССР (1975—1979) и Тверской организации Союза художников, делегат 4—6 съездов художников РСФСР.
Создал много форм и росписи посуды и декоративных изделий в майолике и фаянсе: вазу-бутыль, прибор для пива, пепельницы, кофейные сервизы (1967) и «Туесок» (1972), расширенный столовый сервиз № 19, кружки, детский набор, наборы для компота, блинов и других. В Тверской областной картинной галерее представлены работы художника: блюда «Лето красное» (1970), «Лампочка Ильича» (1970), «Свадьба» (1970), «Шахматы» (1971), «Блокада снята» (1973), сервизы «Золотой шар» (1968), «Август» (1973), вазы «Земля и люди» (1969), «Не боги горшки обжигают» (1969), «Мастера фаянса» (1974), сервизы «Дружная семья» (1972), «Золотой шар» (1972), «Август» (1973). и др.

## Награды и звания
- Орден Дружбы народов (1981).
- Народный художник Российской Федерации (1998).